# Museum Soest
Museum Soest is een museum aan de Steenhoffstraat 46 in de Utrechtse plaats Soest.
Het museum is gevestigd in een klooster uit 1868, het St. Josephgesticht. Dit biedt ook plaats aan de Stichting Oud Soest, de Stichting Vrienden van het Museum Oud Soest en de Historische vereniging Soest-Soesterberg.
Het museum geeft een beeld van de geschiedenis en leefgewoonten van Soest en Soesterberg. In het museum zijn een wagenmakerij en een stijlkamer. Ook is er aandacht voor oude ambachten, een winkeltje, een schoolklas en tal van gebruiksvoorwerpen uit vroeger tijden, schoolplaten van de Soester schilder Herman Isings en het spreukenhuisje
Het gebouw is een ontwerp van architect A.C. Bleijs (1842-1912) in opdracht van de Zusters van Onze Lieve Vrouw. Het bejaardengesticht bestond uit een hoofdgebouw en enkele bijgebouwen. In 1919 werden aan de achterzijde twee aanbouwen van een verdieping hoog aangebouwd. In 1946 werd een nieuw smeedijzeren hek geplaatst. Het gebouw werd later enige jaren het onderkomen voor jongerencentrum Artishock.
Het gebouw wordt aan de voorzijde afgesloten door een smeedijzeren hek. Het bakstenen pand heeft twee verdiepingen en een zolder. Boven de voordeur in de symmetrische gevel is een gebrandschilderd glas in loodvenster met daarin een voorstelling van Jozef met kind. Het zandstenen reliëf in de geveltop beeldt de Vlucht uit Egypte uit. Op de gedenksteen naast de ingang staat de tekst: Eerste steen gelegd door Adolf Frederik Jacob oud 11 jaren jonste zoon van den heer L. Voormann den XII juli MDCCCLXVIII